# Hoàng Chí Cường
Hoàng Chí Cường (tiếng Trung giản thể: 黄志强, bính âm Hán ngữ: Huáng Zhìqiáng, sinh tháng 6 năm 1970, người Hán) là chính trị gia nước Cộng hòa Nhân dân Trung Hoa. Ông là Ủy viên dự khuyết Ủy ban Trung ương Đảng Cộng sản Trung Quốc khóa XX, hiện là Thường vụ Khu ủy, Phó Bí thư Đảng tổ, Phó Chủ tịch thường vụ Nội Mông.
Hoàng Chí Cường là đảng viên Đảng Cộng sản Trung Quốc, học vị MBA. Ông có hơn 25 năm công tác trong lĩnh vực tài chính ngân hàng ở các xí nghiệp nhà nước trước khi tham gia lãnh đạo Nội Mông.

## Xuất thân và giáo dục
Hoàng Chí Cường sinh vào tháng 6 năm 1970 tại huyện Thường Thục, nay là thành phố cấp huyện thuộc địa cấp thị Tô Châu, tỉnh Giang Tô, Cộng hòa Nhân dân Trung Hoa. Ông lớn lên và tốt nghiệp cao trung ở Thường Thục, thi cao khảo vào năm 1988 và đỗ Đại học Thanh Hoa, lên thủ đô nhập học hệ kinh tế của trường vào tháng 9 cùng năm, tốt nghiệp cử nhân chuyên ngành quản lý kinh tế quốc dân vào tháng 7 năm 1993. Sau đó 6 năm, từ tháng 7 năm 1999, ông trở lại Thanh Hoa để theo học chương trình nghiên cứu sinh về quản lý công thương, nhận bằng MBA vào tháng 7 năm 2000. Ông cũng theo học các chương trình kế toán và có chứng chỉ Certified Public Accountant về kế toán, chứng chỉ Chartered Financial Analyst về tài chính. Hoàng Chí Cường được kết nạp Đảng Cộng sản Trung Quốc vào tháng 1 năm 1992 khi còn học ở Thanh Hoa.

## Sự nghiệp

### Tài chính ngân hàng
Tháng 7 năm 1993, sau khi tốt nghiệp Thanh Hoa, Hoàng Chí Cường được nhận vào Ngân hàng Trung Quốc (BOC), bắt đầu công tác ở vị trí cán bộ của Phòng Cải cách biên chế của Văn phòng ngân hàng. Sau đó 2 năm, vào tháng 9 năm 1995, ông được chuyển sang bộ phận tín dụng thứ 2, rồi tiếp tục chuyển đến bộ phận nghiệp vụ tín dụng làm cán bộ Phòng Tín dụng số 4, rồi thăng chức làm Phó Trưởng phòng nghiệp vụ số 1 của bộ phận nghiệp vụ ngân hàng từ tháng 7 năm 1999, và Trưởng phòng từ tháng 4 năm 2002. Vào tháng 3 năm 2004, ông được thăng chức làm Phó Giám đốc bộ phận nghiệp vụ, chuyển chức làm Tổng giám quan hệ khách hàng của bộ phận nghiệp vụ sau đó 1 năm, tiếp tục chuyển vị trí theo diện biên chế chính sách làm Phó Giám đốc bộ phận quản lý rủi ro cho ngân hàng tiếp tục là 1 năm sau. Tới tháng 11 năm 2007, ông được điều về Chiết Giang làm Ủy viên Đảng ủy, Phó Hành trưởng BOC Chiết Giang, công tác ở đây gần 4 năm thì trở lại hội sở nhậm chức Giám đốc bộ phận phát triển chiến lược, rồi Giám đốc bộ phận quản lý rủi ro từ tháng 3 năm 2014. Đến tháng 8 cùng năm, ông được điều về Liêu Ninh nhậm chức Bí thư Đảng ủy, Hành trưởng BOC Liêu Ninh.
Tháng 4 năm 2015, sau hơn 20 năm công tác ở Ngân hàng Trung Quốc, Hoàng Chí Cường được điều tới Công ty Bảo hiểm Tín dụng và Xuất khẩu Trung Quốc (Sinosure), nhậm chức Ủy viên Đảng ủy, Phó Tổng giám đốc. Sau 4 năm ở vị trí này, ông tiếp tục được điều chuyển sang một xí nghiệp nhà nước khác về tài chính là Tập đoàn Trung Tín Trung Quốc (CITIC Group), và tiếp tục là Ủy viên Đảng tổ, Phó Tổng giám đốc.

### Nội Mông
Tháng 12 năm 2019, Hoàng Chí Cường được điều tới Nội Mông, nhậm chức Phó Chủ tịch, Thành viên Đảng tổ của Chính phủ Nhân dân khu tự trị Nội Mông Cổ. Đến ngày 1 tháng 12 năm 2021, ông được bầu vào Ủy ban Thường vụ Khu ủy Nội Mông, phân công là Phó Bí thư Đảng tổ, Phó Chủ tịch thường vụ khu tự trị này. Cuối năm 2022, ông tham gia Đại hội Đảng Cộng sản Trung Quốc lần thứ XX từ đoàn đại biểu Nội Mông. Trong quá trình bầu cử tại đại hội, ông được bầu là Ủy viên dự khuyết Ủy ban Trung ương Đảng Cộng sản Trung Quốc khóa XX.